# La Mise à mort

La Mise à mort est un roman de Louis Aragon, publié en 1965. C’est un roman expérimental qui appartient aux dernières œuvres de l’auteur et à un changement dans sa poétique que l’on retrouve aussi dans Blanche ou l'Oubli, publié deux ans après.
De manière légère, « Œdipe », l'une des onze parties du roman, "contribue à l’aggiornamento du réalisme socialiste mené dans l’ensemble de La Mise à mort par un romancier déchiré".

## Intrigue générale
L’intrigue générale tourne autour du personnage d’Alfred, amoureux de Fougère, une célèbre cantatrice, et jaloux d’Anthoine, qui est en quelque sorte son double : lorsque Fougère chante, Alfred devient Anthoine. Le roman raconte la mise à mort d’Anthoine par Alfred[réf. incomplète].

## Les 11 parties
Le roman roman est divisé en 11 parties auxquelles on peut ajouter la postface, « Le mérou », publié en 1970.
Chaque partie multiplie les digressions, qui sont en fait des doublons par rapport à l’histoire principale.
Le récit premier se confond avec un discours du narrateur sur les mécanismes de sa mémoire, qui s'y enchâsse. Le narrateur affirme l’impossible exactitude du souvenir, produit de glissements qui échappent au lecteur, voire même au narrateur.
Est ainsi mis en scène un confusion des liens entre les différentes strates de réel: vécu souvenir, transcription littéraire. Le roman est métaphorisé en « miroir tournant ». Louis Aragon est alors âgé de 68 ans, et n'a plus, depuis quelques mois, d'allégeance à son ami proche Maurice Thorez, mort le 11 juillet 1964.
Dans ce roman, les chemins d’Alfred et d’Anthoine ressemblent à ceux empruntés par Aragon, "fondamentalement historiques", via la "mise en récit, avec tous les glissements et précipités révélateurs que cela implique, d’un destin". "Les Communistes", le cinquième roman du cycle du Monde réel de Louis Aragon, est ensuite légèrement récrit en 1966-1967, en tenant compte de plusieurs défauts signalés à Aragon quinze ans plus tôt par l'ex-leader communiste Auguste Lecœur, ex-rival de 
Maurice Thorez, dont le romancier n'avait alors pas tenu compte, ce dont Lecœur s'est depuis indigné dans Le Partisan, son autobiographie de 1963. La nouvelle version réduit le rôle de Léon Delfosse, promu au Comité central contre la volonté des délégués syndicaux, à la demande insistante, et peu appréciée, de Jeannette Vermeersch, la femme de Maurice Thorez.
Trois des onze nouvelles, « Murmure », « Le Carnaval », et « Œdipe », sont sans lien d’apparence, mais comportant "de sourds échos de l’une à l’autre répondant", par le biais d'une "délinéarisation du sens de l’histoire", méthode pour susciter un doute "sur toute pensée dogmatique coercitive" qui se veut "une émancipation vis-à-vis des carcans idéologiques et esthétiques", en proposant un "récit fragmenté" au sein duquel le lecteur a une liberté de voyage tous azimuth, sans "points d’arrivée prédéterminés".
Il utilise ainsi, pour naviguer dans le temps, à travers ses propres souvenirs, glissements et enchâssements, déplacements et analogies, en optant pour un "déroulement, comme à l’aveugle", du récit, créé une "apparente déstructuration"".

### «Le Carnaval»
Dans la partie centrale intitulée « Le Carnaval », le narrateur, est un jeune soldat, Pierre Houdry, qui en 1964 se souvient de l’immédiat après-guerre de décembre 1918, grâce à la musique de Schuman, lors d'un concert à la salle Gaveau, et grâce la présence d’un de ses camarades de l’époque. Il se prend d’amitié pour le « méd.-aux. », titre sous lequel Aragon avait été incorporé 20 juin 1917 au Val de Grâce, avant d’être envoyé au Front à la fin de juin 1918.
Dans « Le Carnaval », le narrateur revisite des figures de style utilisées par Aragon dans les années 1920 pour moquer leur puérile prétention.
le narrateur, Pierre Houdry, raconte son histoire d’amour avec Bettina, une cantatrice allemande dans l’Alsace post Première Guerre mondiale.

### «Miroir de Venise»
Le chapitre II de "La Mise à mort" est « Miroir de Venise » . Il met en scène Mikhaïl Koltsov, qu'Aragon et Elsa Triolet connaissaient personnellement car il venait les voir rue de la Sourdière mais Aragon ne dévoile son patronyme complet que dans "Je n’ai jamais appris à écrire ou Les Incipit" (1969) puis reparle de lui dans sa postface. Mikhaïl Koltsov, haut dignitaire du régime soviétique, proche de Staline, chargé de plusieurs missions à l’étranger, notamment en France en 1935. Il était au comité de rédaction de La Pravda (de 1922 à 1938), fondateur et rédacteur en chef du magazine Ogoniok, des journauxsatiriques Tchoudak (« L’Hurluberlu ») et Krokodil et, avec Gorki, de la revue Za roubejom (« À l’étranger ».

### «Œdipe»
L'un des parties est une nouvelle assez loufoque, « Œdipe », dans le ton humoristique des autres nouvelles écrites par Aragon dans les années 60 et reprises en 1980 dans le recueil "Le Mentir-vrai". Elle s'inspire de l'article « Œdipe ou le cercle fermé : Les Gommes, 1953 », signé par Bruce Morrissette, dans la revue Arguments en 1963, qui nourrit les recherches déjà initiées dans le roman d'Alain Robbe-Grillet "Les Gommes", publié en 1953.
Elle met en scène un jeune héros nommé Œdipe, qui tente de "reconstituer un crime dont il croit être l’auteur" mais ne sachant "plus qui en est la victime, ni quelle est la nature de ce crime", d'où une "quête narrative" de base, menant à "un questionnement sur l’art même du romancier réaliste". Dans l'ensemble de "La Mise à mort", Louis Aragon "semble mener aussi une polémique cachée avec le marxisme et le réalisme socialiste lui-même".
Œdipe s’interroge en particulier, "de manière comique" sur l’assassin et/ou la victime du crime survenu un 18 mars, en ces termes: "et si c’était le roi de France, le cadavre du 18 mars ?". Le texte n'en dit pas pas plus, et place le lecteur, "comme le détective d’une enquête policière", sur "une piste" qui mène à une brochure publiée douze ans avant par le même Louis Aragon: "Le Neveu de M. Duval", dont une partie est l'article publiée dans le numéro du 28 mai des Lettres françaises: « Les Egmont d’aujourd’hui s’appellent André Stil », qui cite la lettre de ce dernier au juge d’instruction, mentionnant la mort d’un gréviste mort écrasé par un camion, le 18 mars 1952, conduit par un caporal américain basé à Melun. Ce caporal n'avait reçu "ni mandat d’amener, ni mandat de dépôt", écrit alors le quotidien populaire de Louis Aragon, Ce soir,. L'épisode est relaté dans les mémoires de Maurice Le maitre, élu délégué du syndicat Renault des travailleurs de l’automobile (SRTA-CFTC) en juillet 1952 puis le 27 juin 1953, au conseil du SRTA-CFTC. Les obsèques d'Alfred Gadois, tué dans un cortège avec des ouvriers algériens, furent suivies par "une foule de travailleurs et de dirigeants politiques et syndicaux", immortalisée par un film amateur, avec une banderole déclarant que les criminels doivent être châtiés « selon les lois françaises ».

### «Murmure»
Au chapitre « Murmure », Aragon procède à "une séquence d’autocritique" sous la forme d’un aveu indirect sur le monstre stalinien et l’aveuglement de l’auteur face à lui, qui fait référence à sa publication de 1953, le "neveu de M. Duval".

### «Le mérou»
La postface est « Le mérou », publié en 1970. Le titre complet est « Le Mérou ou l’après-dire ».El met aussi en scène Michael Koltsov, arrêté sur ordre de Staline en 1938 comme beaucoupd’anciens d’Espagne, torturé et fusillé le 2 février 1940 .

## L’Esthétique
La Mise à mort répond à une esthétique très particulière développée dans la dernière période de création de l’auteur. C’est un roman chaotique où les digressions, le changement de nom des personnages et les multiples références intertextuelles rendent la lecture et la compréhension très difficiles. Aragon a d’ailleurs jugé nécessaire l’écriture d’une postface qui insiste sur le thème du miroir, dominant dans l’œuvre : La mise à mort apparaît alors comme une réflexion à la fois autobiographique et métapoétique sur l’œuvre de l’auteur[réf. incomplète]. En outre, ce roman fait écho au roman Luna-Park d'Elsa Triolet, dans un effet de miroir.